# Winn
Winn és una població dels Estats Units a l'estat de Maine (EUA). Segons el cens del 2000 tenia 420 habitants.

## Demografia
Segons el cens del 2000, Winn tenia 420 habitants, 170 habitatges, i 133 famílies. La densitat de població era de 3,7 habitants/km².
Dels 170 habitatges en un 23,5% hi vivien nens de menys de 18 anys, en un 67,1% hi vivien parelles casades, en un 7,6% dones solteres, i en un 21,2% no eren unitats familiars. En el 18,8% dels habitatges hi vivien persones soles el 9,4% de les quals corresponia a persones de 65 anys o més que vivien soles. El nombre mitjà de persones vivint en cada habitatge era de 2,47 i el nombre mitjà de persones que vivien en cada família era de 2,75.
Per edats la població es repartia de la següent manera: un 21,7% tenia menys de 18 anys, un 4,8% entre 18 i 24, un 25,7% entre 25 i 44, un 27,1% de 45 a 60 i un 20,7% 65 anys o més.
L'edat mediana era de 44 anys. Per cada 100 dones de 18 o més anys hi havia 101,8 homes.
La renda mediana per habitatge era de 28.409 $ i la renda mediana per família de 33.393 $. Els homes tenien una renda mediana de 27.500 $ mentre que les dones 25.000 $. La renda per capita de la població era de 14.792 $. Entorn del 12,3% de les famílies i el 12,8% de la població estaven per davall del llindar de pobresa.